# Giro di Sardegna
Der Giro di Sardegna („Sardinien-Rundfahrt“) war eine der kleineren Rundfahrten im italienischen Straßenradsport. Er ist nicht identisch mit dem Giro della Sardegna, der von Motorsportlern ausgetragen wird. Mit meistens 5 Etappen gehörte der Giro di Sardegna – bis 1997 unregelmäßig ausgetragen – zu den Rundfahrten, die von den Profis gerne bestritten werden, sei es, um ihren Palmarès noch einen Erfolg hinzuzufügen, sei es, um Wettkampfkilometer zu sammeln.
In der Siegerliste (s. unten) des Rennens stehen bekannte Namen wie Rik Van Looy, Eddy Merckx (auch hier Rekordsieger mit 4 Siegen), Patrick Sercu, Freddy Maertens, Roger De Vlaeminck und mit Gregor Braun auch ein deutscher Fahrer.
Die Rundfahrt wurde auf der Insel Sardinien (autonome Region Italiens), in der Regel über 5 Etappen, ausgetragen und beinhaltet nur moderate Steigungen. So war bei der Austragung 1996 der höchste Berg mit knapp 1400 m zu verzeichnen. Das Ziel lag oft in der Regionshauptstadt Cagliari. 2012 wurde das Rennen aus finanziellen Gründen abgesagt und hat seitdem nicht mehr stattgefunden.

## Siegerliste
| - seit 2012 nicht ausgetragen - 2011 Peter Sagan - 2010 Roman Kreuziger - 2009 Daniele Bennati - 1998–2008 nicht ausgetragen - 1997 Roberto Petito - 1996 Gabriele Colombo - 1984–1995 nicht ausgetragen - 1983 Gregor Braun - 1982 Giuseppe Saronni - 1981 nicht ausgetragen - 1980 Gregor Braun - 1979 nicht ausgetragen - 1978 Knut Knudsen - 1977 Freddy Maertens - 1976 Roger De Vlaeminck - 1975 Eddy Merckx | - 1974 Rik Van Linden - 1973 Eddy Merckx - 1972 Marino Basso - 1971 Eddy Merckx - 1970 Patrick Sercu - 1969 Claudio Michelotto - 1968 Eddy Merckx - 1967 Luciano Armani - 1966 Jacques Anquetil - 1965 Rik Van Looy - 1964 Vittorio Adorni - 1963 Arnaldo Pambianco - 1962 Rik Van Looy - 1961 Emile Daems - 1960 Jo de Roo - 1959 Rik Van Looy - 1958 Antonin Rolland |